# عیسی‌محله
عیسی‌محله، روستایی است از توابع بخش مرکزی شهرستان گرگان در استان گلستان ایران.

## جمعیت
این روستا در دهستان روشن آباد قرار داشته و براساس سرشماری سال ۱۳۸۵جمعیت آن ۱۲۹ نفر (۳۵ خانوار) بوده است.